# Jan Brandt (Schriftsteller)

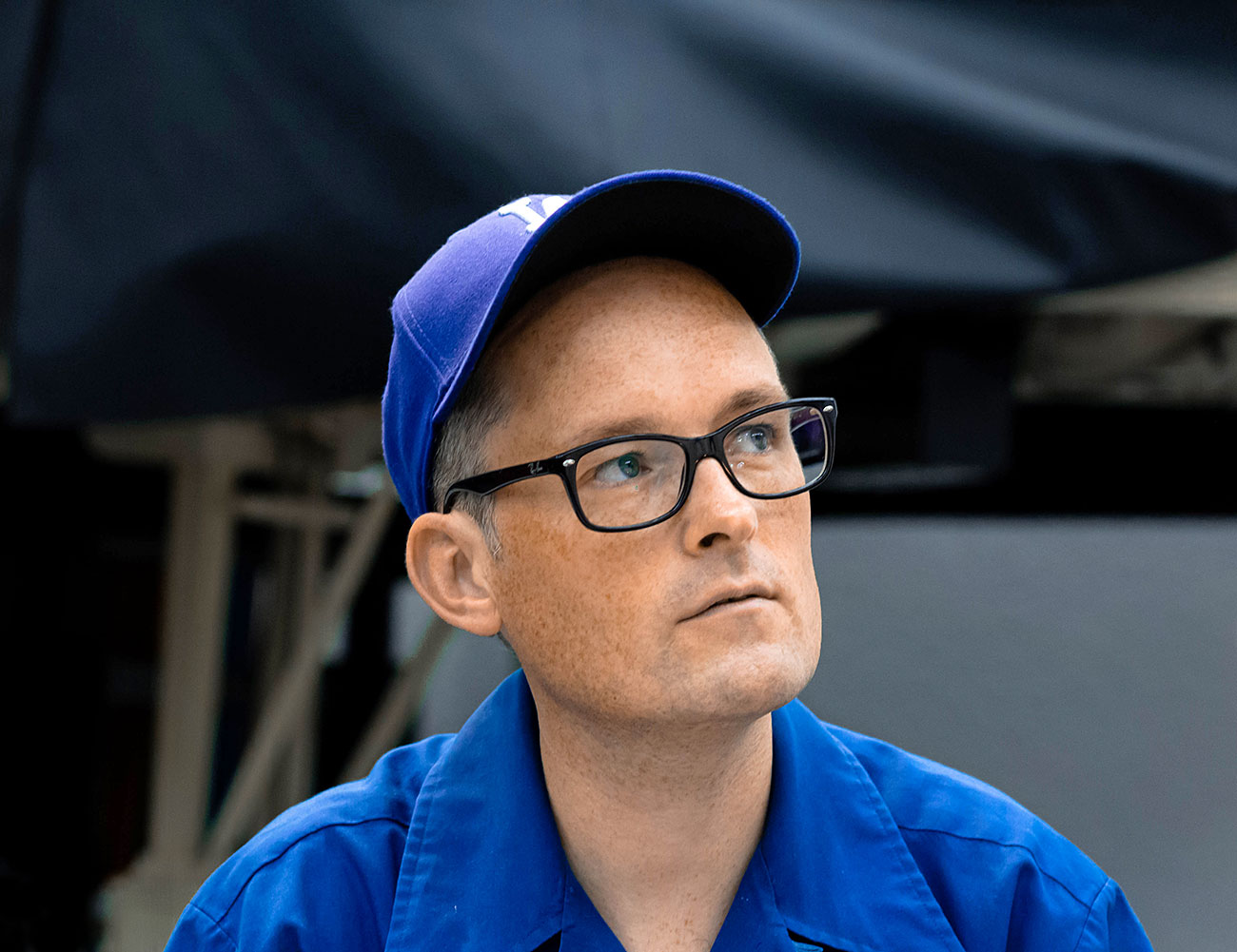
Jan Brandt am 23. Juli 2019 in der Stadtbibliothek Düsseldorf. Lesung aus „Ein Haus auf dem Land/Eine Wohnung in der Stadt“.

Jan Brandt (* 1974 in Leer, Ostfriesland) ist ein deutscher Journalist und Schriftsteller.

## Leben und Werk
Jan Brandt, aufgewachsen in Ihrhove, studierte von 1995 bis 2003 Geschichte und Literaturwissenschaft an der Universität zu Köln, in Berlin und London und ist Absolvent der Deutschen Journalistenschule in München. Er verfasste seine Magisterarbeit über Das Schwarze Korps, die Wochenzeitung der SS. Von 1999 bis 2003 war er Redakteur der Literaturschachtel Die Außenseite des Elementes. Er schreibt regelmäßig für Die Zeit, schrieb häufig für das inzwischen eingestellte Berliner Stadtmagazin Zitty und von 2007 bis 2016 für die Literaturzeitschrift Edit.
Sein Romandebüt Gegen die Welt machte ihn 2011 auf einen Schlag bekannt. Das Provinzepos zeichnet den Untergang eines Dorfes in Ostfriesland nach und thematisiert dabei die jüngere Geschichte der alten Bundesrepublik im Zeichen von Wende und Globalisierung. Gegen die Welt wurde für den Deutschen Buchpreis (Shortlist) 2011 nominiert und erreichte Platz 35 der Spiegel-Bestsellerliste. Das Buch erfuhr in der Literaturkritik hohe Beachtung, so nannte es die Tageszeitung Frankfurter Allgemeine Zeitung einen „gewaltigen, beeindruckenden Roman“; Der Spiegel sprach gar vom „Buch der Bücher“. Das Buch Gegen die Welt zeichnet sich durch zahlreiche mikro- und makrotypografische Besonderheiten aus, die beim Lesen bedeutungstragend sind.
Sein zweites Buch Tod in Turin ist ein Reisebericht, der von einer Lesereise nach Italien erzählt. Darin beschreibt Brandt selbstironisch den Alltag eines Schriftstellers zwischen Stipendien und Lesungen und setzt sich dabei kritisch mit der italienischen Kultur und dem deutschen Literaturbetrieb auseinander.
Brandts Buch Ein Haus auf dem Land / Eine Wohnung in der Stadt schildert Bewusstwerdungsprozesse, die dem Autor bei der Reflexion seiner Erlebnisse bei der Wohnungssuche im heutigen Berlin und auch beim Umgang mit Erinnerung im Falle des abrissbedrohten Hauses seines Urgroßvaters in den Sinn kamen.
Er war Mitglied im PEN-Zentrum Deutschland und ist Mitgründer des PEN Berlin.
Brandt zog 1998 nach Berlin-Prenzlauer Berg und wohnte dort anfangs in einer Schlichtwohnung.

## Werke (Auswahl)
- Gegen die Welt. Roman. DuMont Buchverlag, Köln 2011, ISBN 978-3-8321-9628-8.
- Tod in Turin. Reisebericht. Mit Illustrationen von Tom Smith. DuMont Buchverlag, Köln 2015, ISBN 978-3-8321-9792-6.
- Stadt ohne Engel – Wahre Geschichten aus Los Angeles. Reisereportagen. DuMont Buchverlag, Köln 2016, ISBN 978-3-8321-9831-2.
- Ein Haus auf dem Land / Eine Wohnung in der Stadt. Von einem, der zurückkam, um seine alte Heimat zu finden / Von einem, der auszog, um in seiner neuen Heimat anzukommen. Wendebuch. DuMont Buchverlag, Köln 2019, ISBN 978-3-8321-8356-1.

## Erzählungen (Auswahl)
- Einmal noch. In: Martin Brinkmann, Werner Löcher-Lawrence (Hrsg.): 20 unter 30. Junge deutsche Autoren. DVA, Stuttgart/München 2002.
- Gottesdienst für Martin Janssen. In: Jörn Morisse, Stefan Rehberger (Hrsg.): Driving Home – Weihnachtsgeschichten. Suhrkamp, Frankfurt am Main 2006.
- Der Blitz. In: Playboy. 3/2010.
- Ich bin noch da. In: Hauke Hückstedt, Susanne Gaensheimer (Hrsg.): Acht Betrachtungen II. Henrich, Frankfurt am Main 2016.

## Essays (Auswahl)
- Unendliche Seiten – Eine kurze Geschichte der großen Romane. In: Bella Triste. 32, Hildesheim 2012.
- Zweite Heimat, Ersatzhölle. In: die horen. 1/2015, Wallstein Verlag, Göttingen 2015.
- Heimweh nach Historie. In: Matthias Jügler (Hrsg.): Wie wir leben wollen – Texte für Solidarität und Freiheit. Suhrkamp, Berlin 2016.

## Herausgeber
- Doppelpass. Geschichten aus dem geteilten Fussballdeutschland. Kookbooks Verlag, Idstein 2004, ISBN 3-937445-09-9.
- Manifeste für eine Literatur der Zukunft. (= Neue Rundschau. 1/2014). S. Fischer, Frankfurt am Main 2014, ISBN 978-3-10-809096-8.
- mit Jo Lendle: Krieg. (= Akzente. 2/2015). Carl Hanser Verlag, München 2015, ISBN 978-3-446-24891-5.

## Auszeichnungen und Stipendien
- 2020: Landgang-Stipendium des Literaturhauses Oldenburg[10]
- 2019: Zehnwöchiges Aufenthaltsstipendium im Deutschen Haus der New York University seitens des Deutschen Literaturfonds[11]
- 2015: Spreewald-Literatur-Stipendium[12]
- 2014: Villa Aurora, Los Angeles[13]
- 2014: Inselschreiber Sylt[14]
- 2012: Nicolas-Born-Debütpreis für Gegen die Welt
- 2012: Stipendium des Deutschen Literaturfonds
- 2012: DAAD-Stipendium England
- 2011: Nominierung Deutscher Buchpreis (Shortlist) mit Gegen die Welt
- 2010: Arbeitsstipendium des Landes Niedersachsen
- 2008: Writer in Residence, Yaddo, Saratoga Springs, New York
- 2007: Writer in Residence, Ledig House, Omi, New York
- 2006: Aufenthaltsstipendium im Künstlerdorf Schöppingen
- 2005: Arbeitsstipendium des Berliner Senats
- 2001: Literaturpreis Prenzlauer Berg

## Belege
1. ↑  Die Familienseite der d'Alquen. 8. Juli 2008, archiviert vom Original am 8. Juli 2008; abgerufen am 8. September 2016.
2. ↑  Brandt, Jan – Vita. In: www.lyrikwelt.de. Archiviert vom Original am 1. August 2016; abgerufen am 1. August 2016.
3. ↑  Gegen die Welt auf Bestsellerliste, buchreport.de, abgerufen am 8. Juli 2019.
4. ↑  perlentaucher.de
5. ↑  buecher.de
6. ↑  Spiegel Online, Hamburg, Germany: Alles muss erzählt werden – Der Spiegel 39/2011. In: www.spiegel.de. Abgerufen am 13. August 2016.
7. ↑  Natascha Geier: Ein Haus auf dem Land / Eine Wohnung in der Stadt, Rezension im NDR TV Kulturjournal vom 20. Mai 2019, abgerufen am 8. Juli 2019.
8. ↑  Andreas Wirthensohn: Jan Brandt erzählt von Heimatverlust und existenzieller Obdachlosigkeit in Zeiten des Immobilienwahnsinns, Rezension im WDR vom 26. Juni 2019, abgerufen am 8. Juli 2019.
9. ↑  Mitgründer:innen. Archiviert vom Original am 18. Juli 2022; abgerufen am 29. Juni 2022.
10. ↑  Jan Brandt erhält Landgang-Stipendium, buchmarkt.de, erschienen und abgerufen am 25. Juni 2020
11. ↑  Aufenthaltsstipendien, Börsenblatt vom 28. Mai 2019, abgerufen am 3. Juni 2019.
12. ↑  bleiche.tumblr.com (Memento des Originals vom 5. August 2016 im Internet Archive)  Info: Der Archivlink wurde automatisch eingesetzt und noch nicht geprüft. Bitte prüfe Original- und Archivlink gemäß Anleitung und entferne dann diesen Hinweis.
13. ↑  villa-aurora.org
14. ↑  Jan Brandt. Preisträger 2014. Stiftung kunst:raum sylt quelle, archiviert vom Original (nicht mehr online verfügbar) am 4. März 2016; abgerufen am 15. Oktober 2016.  Info: Der Archivlink wurde automatisch eingesetzt und noch nicht geprüft. Bitte prüfe Original- und Archivlink gemäß Anleitung und entferne dann diesen Hinweis.

| Personendaten    | Personendaten                           |
| ---------------- | --------------------------------------- |
| NAME             | Brandt, Jan                             |
| KURZBESCHREIBUNG | deutscher Schriftsteller und Journalist |
| GEBURTSDATUM     | 1974                                    |
| GEBURTSORT       | Leer (Ostfriesland)                     |